# Artur Aleksanjan
Artur Aleksanjan (* 21. října 1991 Gjumri) je arménský zápasník – klasik, olympijský vítěz z roku 2016.

## Sportovní kariéra
Zápasení se věnoval od útlého dětství v rodném Gjumri. Po vzoru svého otce Gevorga se specialiuje na řecko-římský styl. V Arménské mužské reprezentaci se pohybuje od roku 2010 ve váze do 97 (96, 98) kg. V roce 2012 se kvalifikoval na olympijské hry v Londýně. Jako úřadující mistr Evropy prohrál ve čtvrtfinále s Íráncem Gásemem Rezáím 0:2 na sety. V boji o třetí místo porazil Kubánce Yuniora Estradu 2:0 na sety a získal bronzovou olympijskou medaili.
Od roku 2013 patřil k nejlepším zápasníkům světa. Do roku 2017 našel na vrcholném turnaji pouze jednoho přemožitele Rusa Nikitu Melnikova. V roce 2016 potvrdil roli favorita postupem do finále olympijských her v Riu proti Kubánci Yasmany Lugovi. Koncem druhé minuty finálového zápasu poslal rozhodčí pasivního Kubánce do parteru, čehož využil a koršunem se ujal vedení 2:0 na technické body. V poslední minutě přidal další bod po třetím napomínání svého soupeře za pasivitu a zvítězil 3:0 na technické body. Získal zlatou olympijskou medaili.

## Výsledky
| Olympijské hry     | —  |    |    |     | 3. |    |    |    | 1. |    |    |  |  |  |  |  |  |  |  |  |  |  |  |  |  |  |
| Mistrovství světa  |    | —  | —  | úč. |    | 2. | 1. | 1. |    | 1. | 5. |  |  |  |  |  |  |  |  |  |  |  |  |  |  |  |
| Evropské hry       |    |    |    |     |    |    |    | —  |    |    |    |  |  |  |  |  |  |  |  |  |  |  |  |  |  |  |
| Mistrovství Evropy | —  | —  | —  | 2.  | 1. | 1. | 1. | —  | 2. | 3. | 1. |  |  |  |  |  |  |  |  |  |  |  |  |  |  |  |
| Univerziáda        |    |    |    |     |    | 2. |    |    |    |    |    |  |  |  |  |  |  |  |  |  |  |  |  |  |  |  |
| MS juniorů         | —  | 3. | 1. | úč. |    |    |    |    |    |    |    |  |  |  |  |  |  |  |  |  |  |  |  |  |  |  |
| ME juniorů         | —  | 3. | 2. | 2.  |    |    |    |    |    |    |    |  |  |  |  |  |  |  |  |  |  |  |  |  |  |  |
| ME dorostenců      | 5. |    |    |     |    |    |    |    |    |    |    |  |  |  |  |  |  |  |  |  |  |  |  |  |  |  |